# عبد النبي عبد اللطيف
عبد النبي عبد اللطيف هو لاعب كرة طائرة من وضع الجلوس مصري، فاز مع منتخب مصر ببرونزيتين في دورتي الألعاب البارالمبيتين 2004 و2016.